# Xã Scotia, Quận Bottineau, Bắc Dakota
Xã Scotia (tiếng Anh: Scotia Township) là một xã thuộc quận Bottineau, tiểu bang Bắc Dakota, Hoa Kỳ. Năm 2010, dân số của xã này là 50 người.